# Клиа
Клиа е английска поп група, създадена през 2002 година, с членове Линдзи Браун, Ема Беард, Ейми Керарксли и Клои Морган (рождено име Стейнъс). Групата има издадени 2 студийни албума и 5 сингли. През 2006 г. групата идва в България.

## История

### 2002:Създаване и Popstars The Rivals
Групата е създадена през 2002 година чрез риалити шоуто Popstars The Rivals (подобно на Music Idol и Star Academy). Първата отпаднала е Линдзи, след това Клои и Ема, и накрая Ейми. След като отпадат, започват да се представят под името Clea (акроним от началните букви на имената на певиците) и подписват договор с 1967 Records.

### 2003 – 2004: Identity Crisis
През септември 2003 Клиа издават дебютния си сингъл „Download It“, който застава на 21-во място във Великобритания. През януари 2004 издават и дебютния си албум „Identity Crisis“, който се представя слабо в родината им. През февруари 2004 издават последния сингъл от албума „Stuck in the Middle“, който се изкачва до 23-то място. През май същата година Клои напуска групата, а 1967 Records прекратяват договора с останалите членове на формацията.

### 2005 – 2007: Trinity
Клиа се завръщат през септември 2005 със сингъла „We Don't Have To Take Our Clothes Off“, която е кавър на Jermaine Stewart. Песента достига 35 място в родината им. През юни 2006 издават сингъла „Lucky Like That“, който достига 55 място. През същата година Клиа пристигат в България. През юли същата година е издаден „Trinity“, който няма значителен успех. През август издават последния сингъл в двоен диск „Stuck in the Middle(2006)/I Surrender“, който не постига никакъв успех. През ноември 2006 Линдзи обявява, че напуска групата. В началото на 2007 групата се разпада.

### 2022 – 2023: Завръщане и 20 години на сцена
През ноември 2022 г. групата се събира в оригиналния си състав по случай 20-годишнината от създаването.

## Дискография

### Студийни албуми
- „Identity Crisis“ (2004)
- „Trinity“ (2006)

### Сингли
- „Download It“ (2003)
- „Stuck in the Middle“ (2004)
- „We Don't Have to Take Our Clothes Off“ (2005)
- „Lucky Like That“ (2006)
- „Stuck in the Middle 2006“/I Surrender (2006)